# 崔鎮

崔鎮（西班牙語：Municipio de Chuy），是烏拉圭的城鎮，位於該國東南部，由羅恰省負責管轄，處於蒙得維的亞東北面340公里，距離大西洋僅15公里，始建於1888年，海拔高度15米，2011年人口9,675。